# Masamune Shirow
Masanori Ota (太田正典, Ōta Masanori, Kōbe, Prefectura de Hyōgo; 23 de noviembre de 1961), conocido por Masamune Shirow (士郎 正宗; Shirō Masamune), es un dibujante de manga japonés. "Masamune Shirow" es un seudónimo que se refiere a un tipo de espada (ver: Masamune). Sus obras más conocidas son del ámbito Ciberpunk, como Appleseed, Dominion Tank Police y Ghost in the Shell. En España se han publicado algunas de sus obras.

## Biografía
Nacido en la ciudad portuaria de Kōbe, su nombre real es Masanori Ota. Masamune Shirow no es más que un seudónimo utilizado para ocultar su persona. Estudió en la Universidad de Osaka y después de graduarse en la carrera de arte y pintura al óleo se dedicó a la enseñanza durante la segunda mitad de los años ochenta.
Su carrera profesional como mangaka se inició siendo todavía estudiante, cuando hacia 1982 publicó en el fanzine Atlas una serie de historias cortas que lo llevó a ser conocido en todo el mundo.[cita requerida]
En 1985 publica su primer manga por la editorial Seishinsha: Black Magic. En esta primera obra, en la que se anunciaba ya un autor bastante complejo, Shirow ya demostraba un interés particular por todo lo relacionado con las distopías, el desarrollo tecnológico y el mundo de la política, así como la mezcla de la magia y la brujería con la alta tecnología. 
En este mismo año comenzó la publicación de su segunda obra, la más larga: Appleseed, bajo la misma editorial pero en una revista diferente llamada Comic Gaia de la que ha finalizado cuatro volúmenes (1985 a 1989). Esta serie actualmente todavía esta inconclusa después de haber pasado ya diez años desde el último volumen, aunque publicó dos ediciones de la serie llamadas Appleseed Data Book y Appleseed Hiper Notes, que no son continuaciones de la obra, sino aclaraciones y datos ampliados sobre la serie. Se hizo un OVA en 1988, y una película en formato 3D en 2007, llamada Appleseed: The Beginning.
En 1986 nace Dominion, su obra más cómica y futurista por la editorial Hakusensha, en la revista Young Animal Arashi. Se hicieron 4 OVA en 1989, y 6 episodios en 1993 pero con otro nombre: New Dominion Tank Police, por el estudio J.C.Staff.
En 1989 crea una de las obras más reconocidas del mundo, Ghost in the Shell, bajo la editorial Kodansha. Este manga lo convirtió definitivamente en un autor de culto y uno de los profesionales más respetados del mundo del manga. Es una obra realmente extensa de gran calidad comparable con obras como Neuromante.[cita requerida]
El manga Ghost in the Shell, del que hasta la fecha se han hecho 3 películas y una serie de anime: Ghost in the Shell: Stand Alone Complex seguida de Ghost in the Shell: Stand Alone Complex 2nd GIG y una OVA: Ghost in the Shell: Stand Alone Complex Solid State Society, siendo una de las más caras de la historia.
A comienzos de la década de los 90, en 1991, crea Orion, un devaneo místico religioso y donde se pueden ver las diferencias y las similitudes que hay entre la religión budista (la rama japonesa o Zen) y la cristiana. En esta obra se pueden encontrar multitud de detalles humorísticos.
En 1992 sale su obra más extraña: Exon Depot. Se trata de un manga sin ningún diálogo a lo largo de la obra y que para ser comprendido en su totalidad, solo se tiene que entender lo que piensan y se supone que dicen los personajes a lo largo de unas maravillosas viñetas de un colorido extraordinario.[cita requerida]. Se trata en sí de un manga, pero al solo contener ilustraciones se lo puede considerar más una obra de ilustración que un manga en sí.
En 1992 sale su primer libro de ilustraciones titulado Intron Depot, donde se recopilan sus trabajos a color con su técnica de aerógrafo que lo repetiría en trabajos futuros, aunque ya lo hacía en el manga Ghost in the Shell y en varias más.
En 1995 publica en un tomo recopilatorio Dominion tank police: conflict 1, por la editorial Seishinsha, en la revista Young Manga.
En 1997 publicó un anime para la revista manga-erótica Kasshan Hunter y su segundo libro de ilustraciones Intron Depot 2: Blades apareció en el mercado en 1998. Sus trabajos también se encuentran en el campo del mundo de la informática y los juegos para ordenador, donde ha diseñado los personajes de Orion y Sampaguita.
Shirow ha diseñado un mundo futuro donde el desarrollo tecnológico ha hecho del hombre una máquina y de la máquina un hombre, donde la frontera entre la vida humana y la artificial es una delgada línea que nadie puede definir.

## Obras

### Mangas
Serie Dominion (ドミニオン Dominion?)
1. Dominion (ドミニオン Dominion?) (1985–1986)
2. "Dominion: Phantom of the Audience" (1988), cuento
3. Dominion Conflict One: No More Noise (ドミニオンC1コンフリクト Dominion C1 Konfurikuto?) (1995)

Serie Ghost in the Shell (攻殻機動隊 Kōkaku Kidōtai?)
1. Ghost in the Shell (攻殻機動隊 Kōkaku Kidōtai?) (1989–1990)
1.5. Ghost in the Shell 1.5: Human-Error Processor (攻殻機動隊 HUMAN-ERROR PROCESSOR Kōkaku Kidōtai Hyūman Erā Purosessā?) (1991–1996)
1.6. Ghost in the Shell: The Human Algorithm (攻殻機動隊 THE HUMAN ALGORITHM Kōkaku Kidōtai: The Human Algorithm?) (2019), con Junichi Fujisaku
2. Ghost in the Shell 2: Man-Machine Interface (攻殻機動隊 MAN-MACHINE INTERFACE Kōkaku Kidōtai Manmashīn Intāfēsu?) (1997)

Independientes
- Black Magic (ブラックマジック Burakku Majikku?) (1983)
- Appleseed (アップルシード Appurushīdo?) (1985–1989)
- Gun Dancing (グン・ダンシング?) (1986)
- Pile Up (ピル・ウプ?) (1987)
- Orion (仙術超攻殻オリオン Senjutsu Chōkōkaku Orion?) (1990–1991)
- Exon Depot (1992)
- Neuro Hard, or Neuro Hard: Planet of the Bees, or Neuro Hard: Planet of the Wasps (NEURO HARD 蜂の惑星 Neuro Hard: Hachi no Wakusei?) (1992–1994)
- Ghost Hound: Another Side (神霊狩 ANOTHER SIDE Shinreigari: Another Side?) (2007–2008)
- Real Drive (RD 潜脳調査室 RD Sennou Chousashitsu?) (2008)

### Mangas adaptados de animes
- Manga Ghost Hound: Another Side, adaptación de la serie animada Ghost Hound (2007–2008)
- Manga Real Drive, adaptación de la serie animada Real Drive (2008)

### Videojuegos

#### PC Engine
- Toshi Tensou Keikaku: Eternal City (plataformas de acción)

#### Super Famicom
- Appleseed: Oracle of Prometheus

#### Nintendo DS
- Fire Emblem: Shadow Dragon (RPG de estrategia)

#### PlayStation
- Project Horned Owl
- Ghost in the Shell
- Yarudora Series Vol. 3: Sampaguita
- GunDress

#### PlayStation 2
- Ghost in the Shell: Stand Alone Complex
- Appleseed EX

#### PlayStation Portable
- Yarudora Series Vol. 3: Sampaguita
- Ghost in the Shell: Stand Alone Complex

#### Microsoft Windows
- Ghost in the Shell: Stand Alone Complex - First Assault Online

## Adaptaciones
- Black Magic M-66 (1987), película animada dirigida por Hiroyuki Kitakubo y Masamune Shirow, basada en el manga Black Magic
- Appleseed (1988), película animada dirigida por Kazuyoshi Katayama, basada en el manga Appleseed
- Dominion Tank Police (1988–1989), miniserie animada dirigida por Takaaki Ishiyama y Koichi Mashimo, basada en el manga Dominion[13]
- Dominion Tank Police 2, o New Dominion Tank Police (1993–1994), serie animada dirigida por Noboru Furuse, basada en el manga Dominion[14]
- Ghost in the Shell (1995), película animada dirigida por Mamoru Oshii, basada en el manga Ghost in the Shell
- Tachikomatic Days (2002), miniserie animada dirigida por Kevin Seymour y Mary Elizabeth McGlynn, basada en el manga Ghost in the Shell
- Ghost in the Shell: Stand Alone Complex (2002–2005), serie animada creada por Kenji Kamiyama, basada en el manga Ghost in the Shell
- Appleseed (2004), película animada dirigida por Shinji Aramaki, basada en el manga Appleseed
- Ghost in the Shell 2: Innocence (2004), película animada dirigida por Mamoru Oshii, basada en el manga Ghost in the Shell
- Tank S.W.A.T. 01 (2006), corto animado dirigido por Romanov Higa, basado en el manga Dominion Conflict One: No More Noise[15]
- Ghost in the Shell: Stand Alone Complex - Solid State Society (2006), telefilme animado dirigido por Kenji Kamiyama, basada en el manga Ghost in the Shell
- Appleseed EX Machina (2007), película animada dirigida por Shinji Aramaki, basada en el manga Appleseed
- Appleseed XIII (2011), serie animada dirigida por Takayuki Hamana y Katsutaka Nanba, basada en el manga Appleseed
- Ghost in the Shell Arise. Border:1 Ghost Pain (2013), película animada dirigida por Masashiko Murata, basada en el manga Ghost in the Shell
- Ghost in the Shell Arise. Border:2 Ghost Whispers (2013), película animada dirigida por Atsushi Takeuchi y Kazuchika Kise, basada en el manga Ghost in the Shell
- Appleseed Alpha (2014), película animada dirigida por Shinji Aramaki, basada en el manga Appleseed
- Ghost in the Shell Arise. Border:3 Ghost Tears (2014), película animada dirigida por Kazuchika Kise, basada en el manga Ghost in the Shell
- Ghost in the Shell Arise. Border:4 Ghost Stands Alone (2014), película animada dirigida por Susumu Kudo y Kazuchika Kise, basada en el manga Ghost in the Shell
- Ghost in the Shell Arise. Border:5 Pyrophoric Cult (2015), telefilme animado dirigido por Kazuchika Kise, basado en el manga Ghost in the Shell
- Ghost in the Shell: The Rising o Ghost in the Shell: The New Movie (2015), película animada dirigida por Kazuya Nomura, basada en el manga Ghost in the Shell
- Ghost in the Shell (2017), película dirigida por Rupert Sanders, basada en el manga Ghost in the Shell
- Ghost in the Shell: SAC_2045 (2020–actualmente), serie animada dirigida por Kenji Kamiyama y Shinji Aramaki, basada en el manga Ghost in the Shell